# Étienne Périer
Étienne Périer (Bruselas, 11 de diciembre de 1931 – Lo Plan de la Torre, 21 de junio de 2020) fue un director de cine belga.

## Filmografía
- 1956: Bernard Buffet
- 1959: Bobosse
- 1960: Meurtre en 45 tours
- 1961: Bridge to the Sun
- 1964: Dis-moi qui tuer
- 1968: Le Téléphone rouge
- 1968: Des garçons i des filles
- 1970: Commando per un home seul
- 1971: Zeppelin
- 1972: Un meurtre est un meurtre
- 1974: La Main a couper
- 1978: La Part du feu
- 1979: Un si joli village
- 1981: La Confusion des sentiments (TV)
- 1985: La Dérapade (TV)
- 1985: L'Ordre (TV)
- 1988: La Garçonne (TV)
- 1989: Rouge Venise
- 1991: À la vie, a l'amour (TV)
- 1993: Maigret et l'homme du banc (TV)
- 1993: La Vérité en face (TV)
- 1994: La Balle perdue (TV)
- 1995: Samson el magnifique (TV)
- 1997: La Rumeur (TV)
- 1998: Le Dernier Fils (TV)
- 2000: Que reste-t-il... (TV)
- 2004: Table rase (TV)